# Joazhiño Arroe
Joazhiño Waldhir Arroe Salcedo (Lima, 5 giugno 1992) è un calciatore peruviano, centrocampista o attaccante dell'Univ. San Martín.

## Carriera

### Club
Dopo aver disputato un incontro con il Siena nella Serie B 2010-2011, passa all'Alianza Lima con cui debutta nella massima serie peruviana giocando 24 partite in due stagioni, più 5 incontri in Copa Libertadores.
Nel 2012 passa al Braga, in Portogallo, quindi nel 2013 torna in patria essendo tesserato dallo Sporting Cristal con cui gioca in massima serie e nella Copa Libertadores.

### Nazionale
Nel 2011 prende parte con l'Under-20 al campionato sudamericano di categoria, giocandovi 3 partite.